# Olli Mäki. Najszczęśliwszy dzień jego życia
Olli Mäki. Najszczęśliwszy dzień jego życia (fiń. Hymyilevä mies) – fińsko-niemiecko-szwedzki czarno-biały dramat biograficzny z 2016 roku w reżyserii Juho Kuosmanena. Zdjęcia kręcono w Helsinkach.

## Fabuła
Film opowiada o Ollim Mäkim, bokserze, który przygotowuje się do ważnej walki z Daveyem Moore. Wszyscy w jego otoczeniu, w tym trener Elis Ask, skupiają się wyłącznie na nadchodzącym starciu, jednakże on sam myśli tylko o dziewczynie spotkanej na weselu, Raiji, w której się zakochał.

## Obsada
Na podstawie:
- Jarkko Lahti jako Olli Mäki
- Oona Airola jako Raija Jänkä
- Eero Milonoff jako Elis Ask
- Joanna Haartti jako Laila Ask
- Esko Barquero jako Snadi
- John Bosco Jr. jako Davey Moore

## Nagrody i nominacje
Film miał swoją światową premierę na 69. MFF w Cannes, gdzie zdobył nagrodę główną w sekcji "Un Certain Regard". Później otrzymał także Europejską Nagrodę Filmową dla odkrycia roku.
Obraz został fińskim kandydatem do Oscara dla najlepszego filmu nieanglojęzycznego w 2017, jednakże ostatecznie nie otrzymał nominacji. Nominowano go natomiast do nagrody Jussi w 10 kategoriach: najlepszy film, najlepszy reżyser, najlepszy aktor pierwszoplanowy (Jarkko Lahti), najlepsza aktorka drugoplanowa (Oona Airola), najlepszy aktor drugoplanowy (Eero Milonoff), najlepszy scenariusz, najlepsze zdjęcia, najlepszy montaż, najlepsze kostiumy i najlepsza charakteryzacja. Obraz ostatecznie zwyciężył w 8 z nich (film, reżyser, aktor pierwszoplanowy, aktorka drugoplanowa, zdjęcia, montaż, kostiumy i charakteryzacja).